# Special Olympics China
Special Olympics China ist der von der Volksrepublik China gegründete Verband von Special Olympics International mit Sitz in Beijing. Ziel des Verbandes ist es, das ganze Jahr über Sport für geistig beeinträchtigte Kinder, Jugendliche und Erwachsene anzubieten, damit sie körperlich fit sind, ihren Mut zeigen können und Freundschaften zu anderen Athleten und Mitgliedern ihrer Gemeinden knüpfen können. Außerdem betreut der Verband die chinesischen Athletinnen und Athleten bei den internationalen Special Olympics Wettbewerben.

## Geschichte
Special Olympics China wurde 1985 gegründet. Der Verband organisierte die ersten Asia-Pacific Special Olympics Games im Jahr 1996 und war 2007 der erste asiatische Gastgeber von Special Olympics World Summer Games, die in Shanghai stattfanden und an denen über 7000 Athletinnen und Athleten teilnahmen.

## Aktivitäten
Im Jahr 2015 waren in dem Verband 1.494.783 Athletinnen und Athleten sowie 75.517 Trainer registriert.
Special Olympics China bietet folgende Sportarten an: Alpinski, Badminton, Basketball, Beachvolleyball, Boccia, Bowling, Cricket, Eiskunstlauf, Floorball, Floor Hockey, Fußball, Golf, Gymnastik, Handball, Judo, Kraftdreikampf, Leichtathletik, Radsport, Reiten, Roller Skating, Schneeschuhlaufen, Schwimmen, Segeln, Skilanglauf, Snowboarding, Softball, Tischtennis, Tennis und Volleyball.
Der Verband nimmt an mehreren Programmen von Special Olympics International teil, nämlich an Healthy Athletes, Young Athletes, Youth Activity, Family Support Network, Motor Activity Training Program und Athlete Leadership.

### Teilnahme an vergangenen Weltspielen (Auswahl)

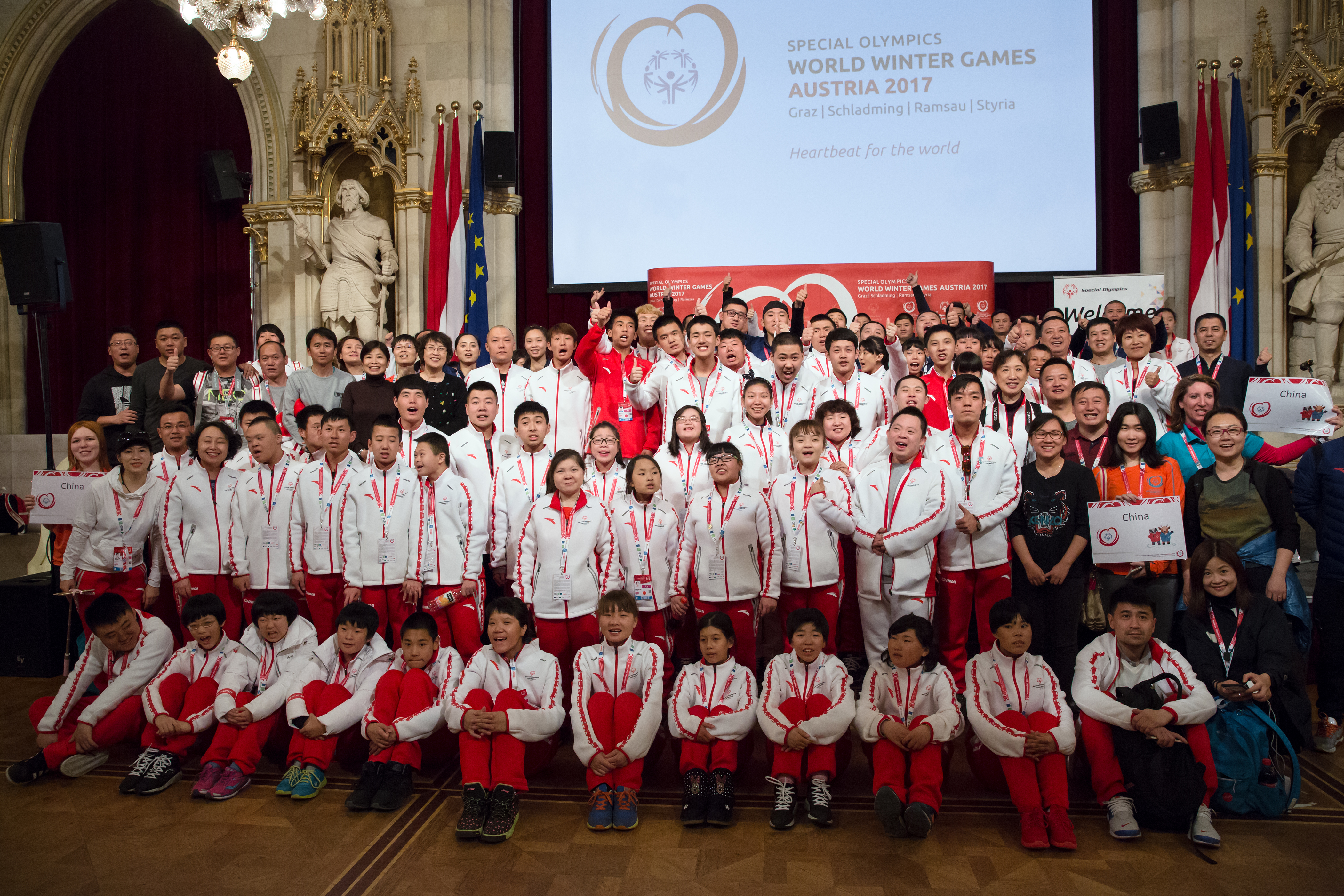
Chinesische Delegation in Wien 2017 beim Empfang der Special Olympics World Winter Games 2017

- 2003 Special Olympics World Summer Games, Dublin, Irland
- 2007 Special Olympics World Summer Games, Shanghai, China
- 2011 Special Olympics World Summer Games, Athen, Griechenland
- 2013 Special Olympics World Winter Games, PyeongChang, Südkorea
- 2015 Special Olympics World Summer Games, Los Angeles, USA[4]
- 2017 Special Olympics World Winter Games, Graz-Schladming-Ramsau, Österreich
- 2019 Special Olympics, World Summer Games, Abu Dhabi (107 Athletinnen und Athleten)[5]
- 2025 Special Olympics World Winter Games, Turin, Italien (48 Athletinnen und Athleten)[6]

### Teilnahme an den Special Olympics World Summer Games 2023 in Berlin
Der Verband Special Olympics China nahm an den Special Olympics World Summer Games 2023 in Berlin teil. Die Delegation, bestehend aus rund 130 Personen, wurde vor den Spielen im Rahmen des Host Town Programs von Bonn betreut. Das Team gewann bei diesen Weltspielen 55 Gold-, 39 Silber- und 27 Bronzemedaillen.